# Massacro di Ochota
Il massacro di Ochota (in polacco: Rzeź Ochoty) fu un'ondata di omicidi di massa, saccheggi, incendi dolosi, torture e stupri, orchestrati dai tedeschi, che si diffusero nel distretto di Ochota a Varsavia dal 4 al 25 agosto 1944, durante la rivolta di Varsavia. I principali autori di questi crimini di guerra appartenevano alla SS Sturmbrigade RONA, il cosiddetto "Esercito di liberazione nazionale russo" collaborazionista (in russo: Русская Освободительная Народная Армия, RONA), comandato da Bronislav Kaminskij.
Le peggiori atrocità furono commesse negli ospedali locali, nell'Istituto Curie, nel complesso residenziale di Kolonia Staszica e nel campo di concentramento di Zieleniak. In tutto, circa 10.000 residenti di Ochota furono uccisi e le loro proprietà furono rubate; dopodiché il distretto fu sistematicamente bruciato dalle forze tedesche, così come i corpi di molte delle vittime.

## L'arrivo di RONA nel quartiere Ochota di Varsavia

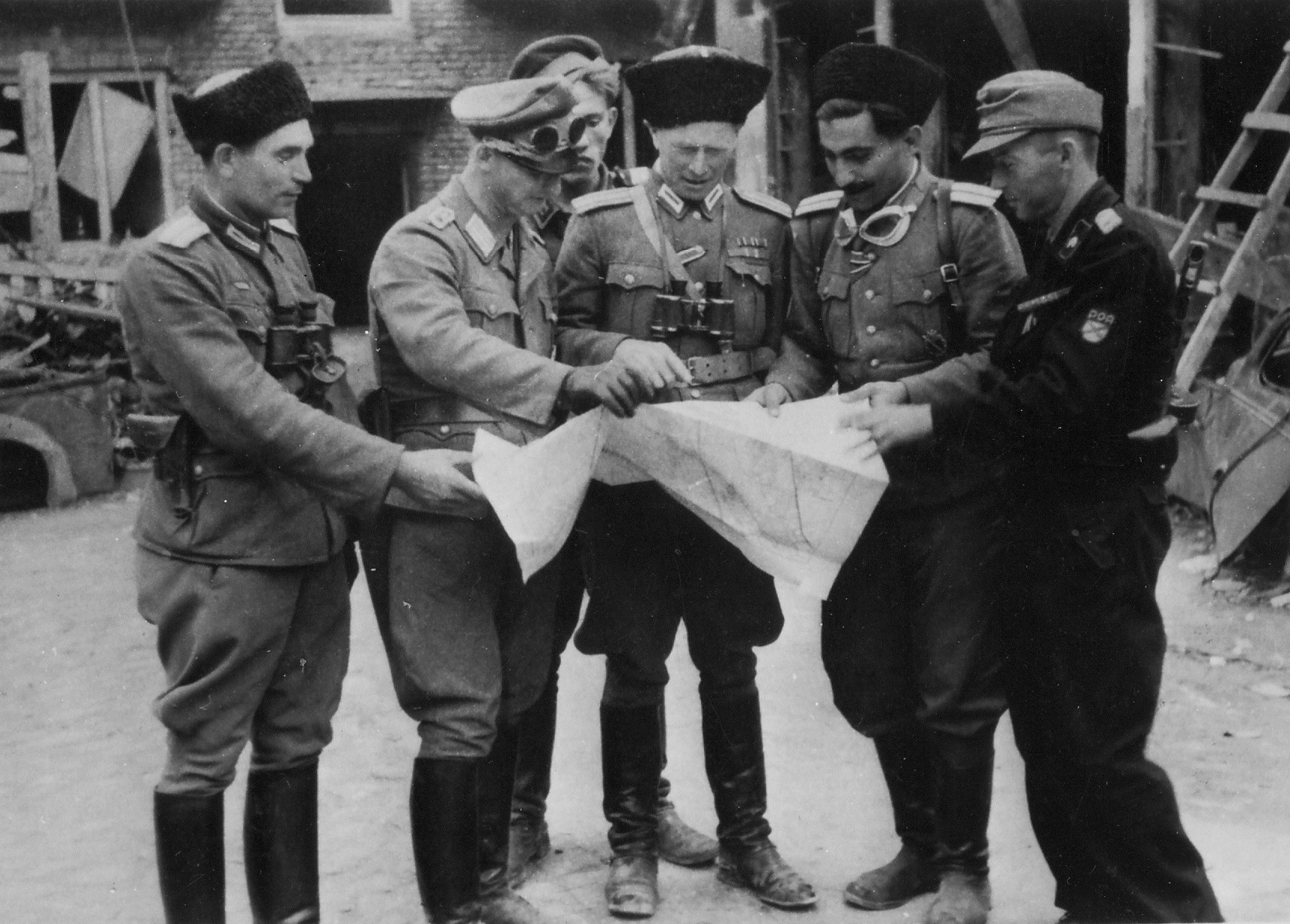
Gli alti ufficiali dell'Esercito di liberazione nazionale russo (RONA) tengono un briefing durante la rivolta di Varsavia

Dopo lo scoppio della rivolta di Varsavia il 1º agosto 1944, il Reichsführer-SS Heinrich Himmler ordinò la distruzione della città e lo sterminio della popolazione civile.
Il 4 agosto 1944, verso le 10:00, le unità della RONA comandate da Bronislav Kaminskij entrarono nel distretto di Ochota di Varsavia. Lo staff della RONA, con al suo comando 1700 soldati, stabilì il proprio quartier generale in un edificio della Wolna Wszechnica Polska, mentre i soldati si impadronirono dell'edificio del XXI Liceum Ogólnokształcące im. Hugona Kołłątaja.

## L'inizio del massacro
La priorità della RONA fu quella di attaccare le posizioni di resistenza presso la cosiddetta Reduta Kaliska, ma quasi immediatamente le unità RONA iniziarono una serie di rapine, stupri e omicidi, inizialmente prendendo di mira la popolazione civile. I gruppi di soldati della RONA fecero irruzione nelle case delle persone cacciando i residenti, alcuni dei quali furono fucilati, soprattutto se riluttanti a lasciare le loro proprietà.
La maggior parte degli edifici furono dati alle fiamme lo stesso giorno dopo essere stati sistematicamente saccheggiati. Il 4-5 agosto 1944 alcune persone furono uccise negli orti adiacenti, altre con le granate mentre si nascondevano in cantina.
Nelle prime ore del massacro, anche le truppe della RONA entrarono nell'Istituto Curie, dove uccisero alcuni dei pazienti. Molte delle vittime furono violentate in gruppo prima di essere uccise, uno schema che venne ripetuto altrove.

### Il campo di Zieleniak

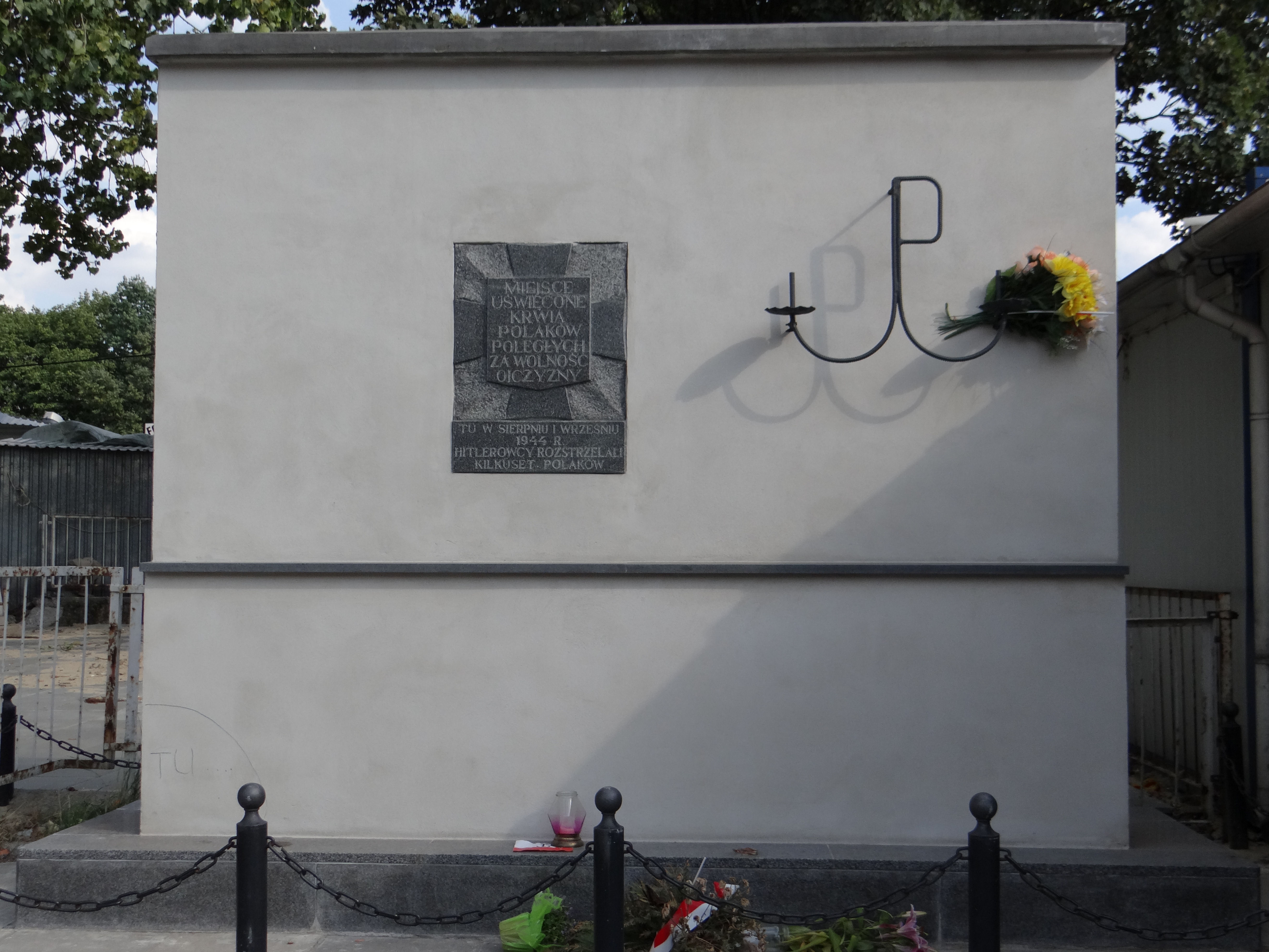
Il memoriale del campo di Zieleniak nel luogo in cui centinaia di prigionieri furono fucilati nell'agosto e nel settembre 1944

Il 5 agosto, a causa del numero sempre crescente di persone espulse dalle loro abitazioni, i tedeschi decisero di creare un campo di transito a Ochota dove le persone potessero essere raccolte prima di essere trasportate al Durchgangslager di Pruszków, fuori Varsavia. Il campo si trovava nell'area di un ex mercato ortofrutticolo chiamato Zieleniak (oggi la zona di Hale Banacha). La sera del 5 agosto furono radunati tra i 10.000 e i 20.000 abitanti del distretto di Ochota e delle zone limitrofe.
Le truppe RONA presero il controllo dell'ex edificio amministrativo del mercato e usarono i box del custode come posti di guardia. L'ex mercato fu circondato da un muro di mattoni che impediva ai prigionieri di poter fuggire. I crimini contro la popolazione locale continuarono durante i rastrellamenti effettuati dalle truppe del RONA, che spesso picchiarono e spararono ai prigionieri mentre li guidavano verso il campo, tirando fuori dalla folla le donne per violentarle, spesso uccidendole poco dopo.
Arrivate al cancello del campo, le vittime vennero perquisite alla ricerca di oggetti di valore, gioielli e denaro e poi costrette verso l'area lastricata del mercato. Una volta all'interno del campo, ai prigionieri non furono forniti servizi igienici e non furono disponibili medicine o assistenza medica. A volte venne distribuita una piccola quantità di pane ammuffito, ma non c'era acqua potabile. Inoltre i soldati della RONA a volte spararono alle persone imprigionate anche per solo divertimento. Erich von dem Bach, comandante delle forze armate tedesche a Varsavia durante la rivolta, ispezionando il campo il giorno del suo arrivo concluse che "non c'era niente di sbagliato lì, tutto era in ordine".
Entro il 7 agosto 1944 il campo traboccava di civili. Coloro che furono uccisi vennero ammassati lungo il muro del campo o sepolti in modo improvvisato. Lo stesso giorno, diverse centinaia di persone di origine non polacca furono scortate in un campo simile a Okęcie. Il 9 agosto il primo gruppo di prigionieri fu condotto fuori dal campo di Zieleniak e trasportato al campo di transito di Pruszków.
Quando le forze tedesche spinsero gradualmente gli insorti fuori da Ochota nei giorni successivi, il campo fu nuovamente riempito di persone provenienti da altre zone del distretto, come il Kolonia Lubeckiego e i blocchi dell'Ufficio delle assicurazioni sociali (ZUS).
La cattura delle posizioni della resistenza lungo la cosiddetta Reduta Wawelska, la Fortezza di Wawelska, l'11 agosto fu seguita dalla successiva ondata di persone espulse dalle loro case. Con l'aumento del numero di prigionieri assassinati e deceduti, i loro cadaveri furono bruciati nella palestra della vicina scuola secondaria Hugo Kołłątaj. Furono trasportati in palestra da civili arruolati a cui venne ordinato di accatastarli, dopodiché i soldati della RONA cosparsero i corpi di alcol e li diedero alle fiamme.
Il 12 agosto un ufficiale tedesco uccise tre boy scout catturati del battaglione Gustaw dell'esercito nazionale, sparando loro alla nuca. Il 13 agosto iniziò l'evacuazione finale dei civili al campo di transito di Pruszków. Nel frattempo, gli uomini selezionati furono arruolati nel Verbrennungskommando e continuarono a bruciare i corpi delle vittime del massacro.
Il campo di Zieleniak operò fino al 19 agosto. Durante le sue due settimane di esistenza, circa 1000 dei suoi prigionieri morirono di fame, sete e sfinimento o furono uccisi a colpi di arma da fuoco dai soldati della RONA.

### L'Istituto Curie

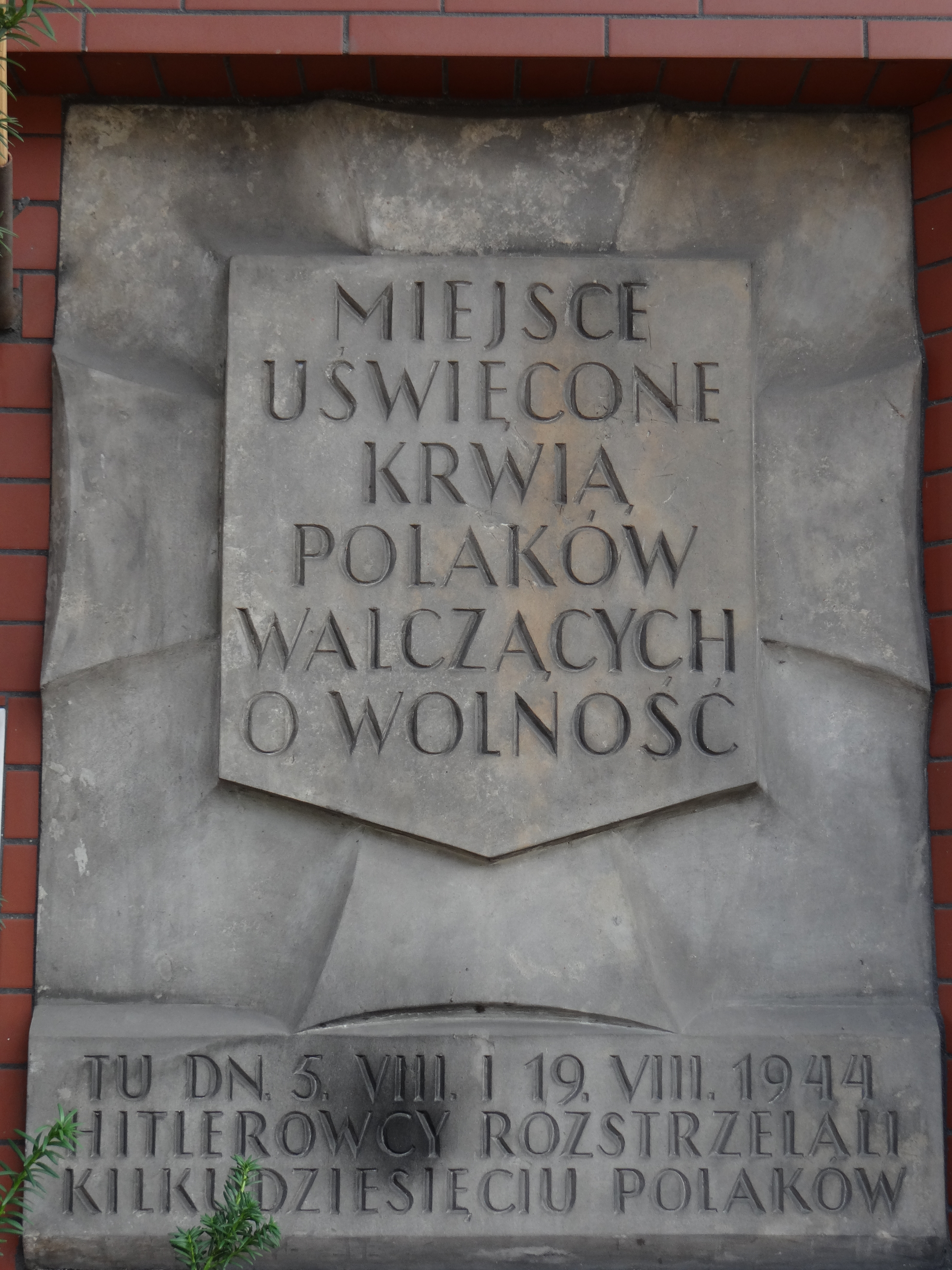
Una targa Tchorek che commemora il personale e i pazienti assassinati all'Istituto Curie nell'agosto 1944

Il 5 agosto, le unità RONA tedesche fecero irruzione nell'Istituto Curie. Dopo aver saccheggiato l'ospedale e derubato il personale e i pazienti, diedero alle fiamme la biblioteca e distrussero le scorte di cibo, la farmacia e gran parte delle attrezzature dell'ospedale.
Dopo aver inizialmente deciso di giustiziare i pazienti e il personale all'interno dell'Istituto, le truppe RONA cambiarono idea e decisero che i pazienti e altri otto membri del personale sarebbero rimasti, mentre il resto del personale sarebbe stato condotto al campo di Zieleniak.
In serata, le infermiere rimaste furono stuprate in gruppo. Il giorno successivo l'edificio fu dato alle fiamme e alcuni dei pazienti furono bruciati vivi. Circa 60 persone evitarono la morte cercando riparo nella cantina e nei camini dell'edificio.
Il 9 e 10 agosto furono scoperti alcuni sopravvissuti e le truppe RONA diedero nuovamente alle fiamme l'edificio. Il 19 agosto, le truppe RONA tirarono fuori dall'edificio tutti i sopravvissuti rimasti che poterono essere trovati e uccisero i 50 pazienti critici sul posto. Gli altri furono mandati al campo di Zieleniak, dove furono anch'essi giustiziati (secondo le testimonianze oculari, con un colpo alla nuca) e poi bruciati su una pira nella palestra. Prima dell'esecuzione fu rilasciata una paziente di origine ucraina.
In totale furono uccise circa 170 persone tra pazienti e personale.

### Le altre atrocità
Stupri, rapine, incendi dolosi, esecuzioni per fucilazione e omicidi di civili nascosti nelle cantine (di solito lanciando bombe a mano) furono commessi dalla divisione RONA in tutto il distretto di Ochota. Uccisero i feriti nell'ospedale da campo della resistenza in via Langiewicza con le granate. La maggior parte delle atrocità a Ochota si concluse con la caduta dell'ultima roccaforte della resistenza nell'edificio del Wojskowy Instytut Geograficzny il 13 agosto 1944. Il 25 agosto i pazienti e il personale dello Szpital Dzieciątka Jezus furono picchiati e assassinati.

## Vittime

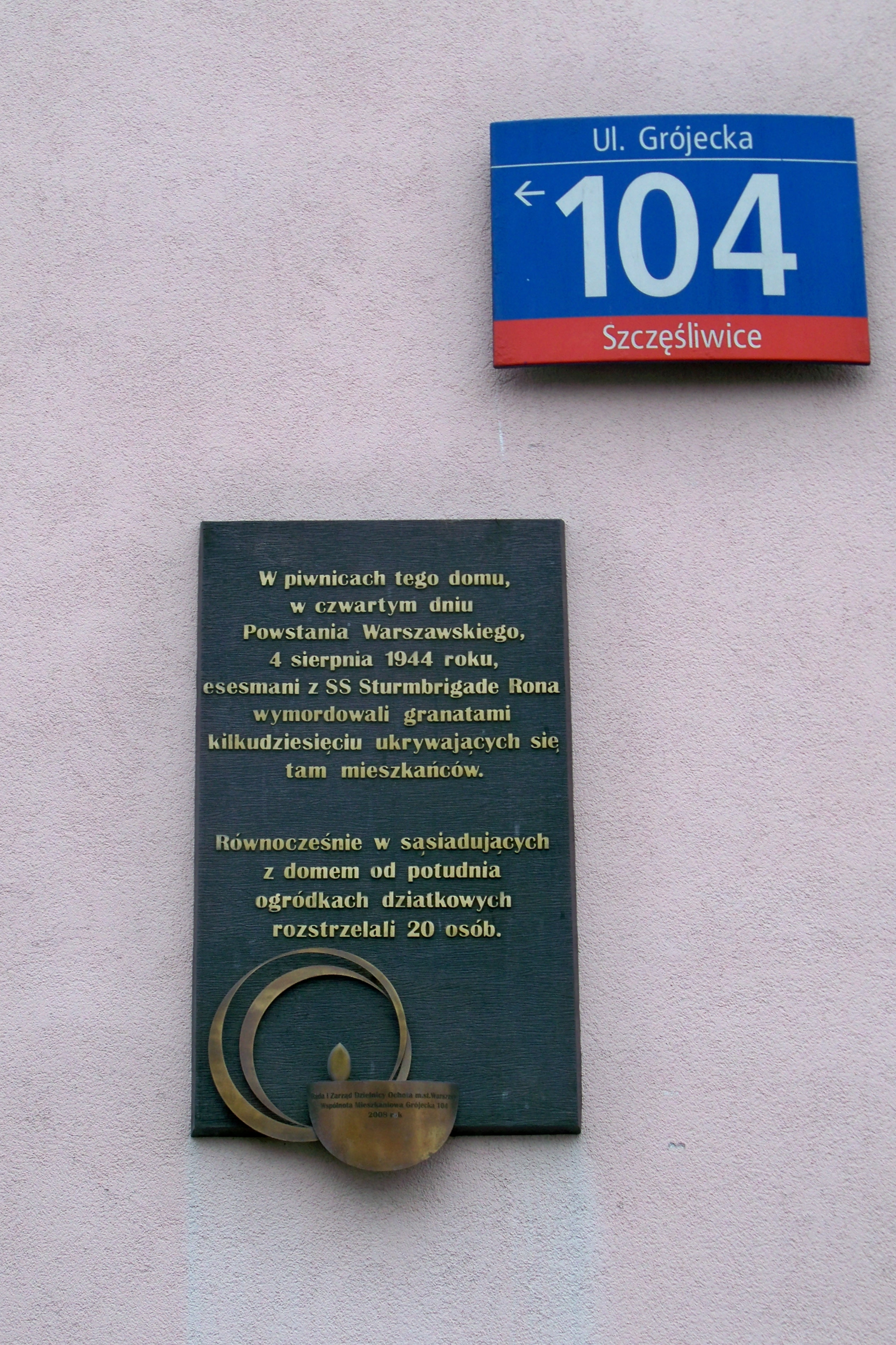
Una targa commemorativa sul muro di 104 Grójecka Street, dove decine di persone sono state uccise con le granate nel seminterrato e venti persone sono state uccise nel cortile sul retro il 4 agosto 1944

Circa 10 000 persone furono uccise nel massacro, comprese altre 1 000 persone morte nel campo di Zieleniak. Molti altri siti furono utilizzati per le esecuzioni di massa, alcuni dei quali sono ora ricordati da targhe commemorative per commemorare le vittime. Tra le vittime vi furono il pittore Wiktor Mazurowski e sua moglie, assassinati in via Filtrowa 83, il noto attore drammatico Mariusz Maszyński e la sua famiglia, nonché l'architetto Stefan Tomorowicz e sua moglie, che furono ucciso a Pole Mokotowskie.

## Saccheggio e distruzione sistematici del distretto di Ochota
Le unità RONA si ritirarono da Ochota tra il 22 e il 25 agosto 1944, ma il saccheggio delle proprietà nel distretto continuò fino all'inizio di ottobre. L'amministrazione del lavoro tedesca organizzò una campagna sistematica di saccheggi; il bottino fu caricato sui treni merci nella stazione ferroviaria di Warszawa Zachodnia e inviato in Germania; inoltre, furono usati anche dei convogli di camion carichi di oggetti rubati con destinazione Piotrków Trybunalski. Alla fine, le unità del Vernichtungskommando diedero sistematicamente fuoco strada dopo strada, riuscendo così nella distruzione completa del distretto.